# Virus de Tataguine
Orthobunyavirus tataguineense
Espèce
Synonymes
- Tataguine orthobunyavirus (ICTV, 2018)

Le virus de Tataguine, Orthobunyavirus tataguineense, est une espèce de virus de la famille des Peribunyaviridae, dont 33 souches ont été identifiées à ce jour. Il est nommé d'après la ville sénégalaise de Tataguine.
Les symptômes de l'infection par ce virus sont éruption, fièvre, céphalée, arthralgie, rash.
Ce virus a été isolé chez l'humain au Cameroun, au Sénégal et en République centrafricaine.
Il a également été isolé chez les moustiques :
- Anopheles (Anopheles) sp : Sénégal.
- Anopheles (Cellia) funestus : Côte d'Ivoire, RCA .
- Anopheles (Cellia) gambiae s. l. : Burkina Faso, Cameroun, RCA, Sénégal.
- Anopheles (Cellia) nili : Sénégal
- Coquillettidia (Coquillettidia) aurites : Cameroun.

Pour les mammifères, oiseaux, autres insectes et la tique, il n'a été trouvé nulle part.